# اوچه اوکافور
اوچه اوکافور (انگلیسی: Uche Okafor؛ ۸ اوت ۱۹۶۷ – ۶ ژانویهٔ ۲۰۱۱) یک بازیکن فوتبال اهل نیجریه بود.
از باشگاه‌هایی که در آن بازی کرده‌است می‌توان به باشگاه فوتبال اسپورتینگ کانزاس‌سیتی اشاره کرد.
وی همچنین در تیم‌های ملی فوتبال نیجریه نیجر بازی کرده‌است.